# 33 South Sixth
33 South Sixth (nebo také Multifoods Tower) je kancelářský mrakodrap v Minneapolis. Má 52 podlaží a výšku 203,6 metrů, je tak 4. nejvyšší mrakodrap ve městě. Výstavba probíhala v letech 1981–1982 podle projektu firmy Skidmore, Owings & Merrill.